# آلبرتو آکوستا
آلبرتو آکوستا (زادهٔ ۲۳ اوت ۱۹۶۶) یک بازیکن فوتبال اهل آرژانتین است. وی در تیم ملی فوتبال آرژانتین بازی کرده است.